# Bible of the Beast
| Оценки критиков | Оценки критиков |
| Источник        | Оценка          |
| --------------- | --------------- |
| Danger Dog      | [ 1 ]           |
| Lords of Metal  | (78/100)        |
| Metal Hammer    | [ 3 ]           |
| Metal Storm     | [ 4 ]           |
| Metal.de        | [ 5 ]           |
| Rock Hard       | 10/10           |

Bible of the Beast (с англ. — «Библия зверя») — третий студийный альбом немецкой пауэр-метал группы Powerwolf. Был выпущен в 2009 году под лейблом Metal Blade Records.

## Композиции
| №                   | Название                                                                                 | Длительность |
| ------------------- | ---------------------------------------------------------------------------------------- | ------------ |
| 1.                  | «Opening: Prelude to Purgatory (С англ. Открытие: Прелюдия к чистилищу)»                 | 1:12         |
| 2.                  | «Raise Your Fist, Evangelist (С англ. Подними кулак, евангелист)»                        | 4:00         |
| 3.                  | «Moscow After Dark (С англ Москва после наступления ночи)»                               | 3:14         |
| 4.                  | «Panic in the Pentagram (С англ. Паника в пентаграмме)»                                  | 5:14         |
| 5.                  | «Catholic in the Morning... Satanist at Night (С англ. Католик утром... Сатанист ночью)» | 3:57         |
| 6.                  | «Seven Deadly Saints (С англ. Семь смертоносных святых)»                                 | 3:35         |
| 7.                  | «Werewolves of Armenia (С англ. Оборотни из Армении)»                                    | 3:54         |
| 8.                  | «We Take the Church by Storm (С англ. Мы берем церковь штурмом)»                         | 3:54         |
| 9.                  | «Resurrection by Erection (С англ. Воскрешение с эрекцией)»                              | 3:50         |
| 10.                 | «Midnight Messiah (С англ. Полуночный мессия)»                                           | 4:12         |
| 11.                 | «St. Satan's Day (С англ. Святой день Сатаны)»                                           | 4:30         |
| 12.                 | «Wolves Against the World (С англ. Волки против мира)»                                   | 6:04         |
| Общая длительность: | Общая длительность:                                                                      | 47:36        |

| №                   | Название                                   | Длительность |
| ------------------- | ------------------------------------------ | ------------ |
| 13.                 | «Testament In Black»                       | 4:15         |
| 14.                 | «Riding The Storm» (кавер от Running Wild) | 6:39         |
| Общая длительность: | Общая длительность:                        | 58:30        |